# 登巴昆達
登巴昆達（英語：Demba Kunda）是西非國家甘比亞東南部的小鎮，位於上河區的富拉杜東。根據2009年所做的人口調查數據顯示，居住於登巴昆達的總人口數量為5,283人。